# 百股站
百股站是一个沈山铁路上的已撤销铁路车站，位于辽宁省锦州市凌河区，建于1944年，目前为五等站，邮政编码为121000。目前客运：办理旅客乘降；不办理行李、包裹托运；不办理货运营业。